# Глинушка
Гли́нушка (Крю́ковка, Куту́зовский ручей) — малая река в районе Крюково города Зеленограда, левый приток Горетовки. Глинушкой реку назвали жители прибрежной деревни Кутузово из-за глинистого грунта. Гидронимы Крюковка и Кутузовский ручей произошли от одноимённых деревень.
Прежняя длина с временным водотоком в верховьях составляла 2,7 км. Река начиналась у железнодорожной станции Крюково и протекала на юг. В настоящее время устье расположено к юго-востоку от деревни Кутузово. Длина сохранившейся части составляет два километра, постоянное течение устанавливается на протяжении одного километра. В низовьях долина Крюковки заболочена.